# Cianina
As Cianinas são uma classe de corantes orgânicos, utilizados, por exemplo, na camada de gravação de CD-Rs com a cor ciano.